# اليوم الدولي للمندوبين
اليوم الدولي للمندوبين (بالإنجليزية: International Delegate’s Day)‏ هو حدث للأمم المتحدة، يُقام في 25 أبريل من كل عام، أقرته الجمعية العامة للأمم المتحدة سنة 2020، بهدف زيادة الوعي بأهمية المندوبين في تحقيق أهداف الأمم المتحدة، والتي تشمل حماية السلام الدولي، وتعزيز احترام حقوق الإنسان والتعددية.

## وصلات خارجية
- الموقع الرسمي.